# Octonoba sybotides
Octonoba sybotides es una especie de araña araneomorfa del género Octonoba, familia Uloboridae. Fue descrita científicamente por Bösenberg & Strand en 1906.
Habita en China, Corea y Japón.